# Luka Mislej
Luka Mislej, kamnosek, * 16. oktober 1658, Vipavska, † 5. februar 1727, Škofja Loka.
Z Mislejevo kamnoseško delavnico je sodelovalo mnogo odličnih kiparjev tedanjega časa, zato so nekatera kiparska dela pomotoma pripisovali njemu. Leta 1722 se je z njegovo hčerjo poročil Francesco Robba.